# راسينشانده
راسينشانده (تُلفظ بالألمانية: [ˈʁasn̩ˌʃandə] ، تترجم حرفيا. «العار العرقي») أو Blutschande (تُلفظ بالألمانية: [ˈbluːtˌʃandə]  ( سماع) «عار الدم») كان مفهومًا لمكافحة تمازج الأجناس في السياسة العنصرية الألمانية النازية، يتعلق بالعلاقات الجنسية بين الآريين وغير الآريين. تم وضعها موضع التنفيذ من خلال سياسات مثل متطلبات شهادة الآرية،  وفيما بعد قوانين نورمبرغ، التي اعتمدها مجلس النواب الألماني بالإجماع في 15 سبتمبر 1935. في البداية، أشارت هذه القوانين في الغالب إلى العلاقات بين الألمان وغير الآريين. في المراحل المبكرة، تم استهداف الجناة بشكل غير رسمي، ثم تم معاقبتهم لاحقًا بشكل منهجي من قبل جهاز قانوني قمعي.
في سياق سنوات الحرب، والعلاقات بين راسينشاندي الألمان وملايين أوستأربايتر الأجانب الذين تم جلبهم إلى ألمانيا بالقوة. بذلت جهود متضافرة لإثارة الكراهية الشعبية. كانت أسباب ذلك عملية بحتة، لأن عمالة أوروبا الشرقية التي تخدم اقتصاد الحرب الألمانية سرعان ما أصبحت هدفًا للإيذاء الجنسي على أيدي عمال المزارع والمراقبين الألمان. بدأت النساء والفتيات البولنديات والسوفياتيات في إعطاء الكثير من حالات الولادات غير المرغوب فيها في المزارع لدرجة أن مئات المنازل الخاصة المعروفة باسم مراكز الولادة النازية للعمال الأجانب لابد من إنشاؤها، من أجل إبادة الأطفال الرضع بعيدا عن الأنظار.

## التنفيذ

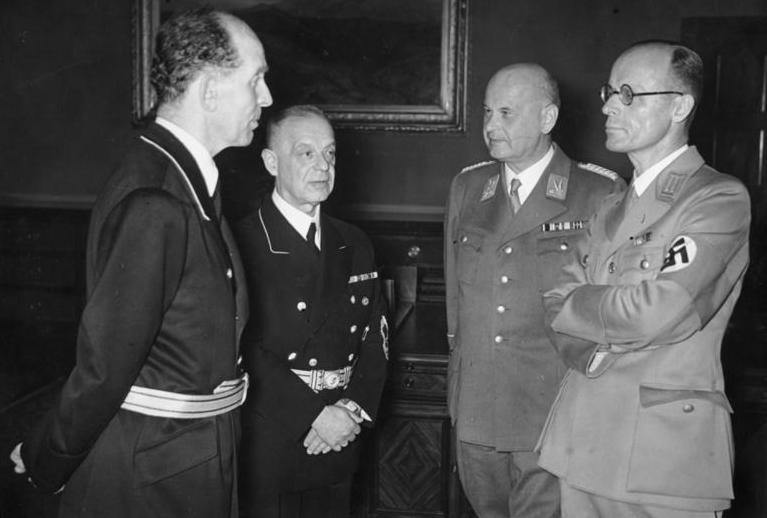
اجتماع للنازيين الأربعة الذين فرضوا أيديولوجية النازية على النظام القانوني في ألمانيا. من اليسار إلى اليمين: رولاند فرايسلر وفرانز شليجيلبيرغر وأوتو غورغ ثيراك، وكورت روثنبيرغر.

قبل صعود النازي إلى السلطة في عام 1933، ألقى أدولف هتلر في كثير من الأحيان باللوم على التدهور الأخلاقي على راسينشاندي ، أو على «الباستار» - وسيلة لتأكيد أتباعه لاستمرار معاداة السامية، التي تم تخفيفها للاستهلاك الشعبي. في وقت مبكر من عام 1924، جادل يوليوس سترايشر لتنفيذ عقوبة الإعدام على اليهود الذين أدينوا بعلاقات جنسية مع جنتايل.
عندما وصل النازيون إلى السلطة، نشأت اشتباكات وخلافات كبيرة من وجهات نظر متضاربة حول ما يشكل يهوديًا - أي شيء من الخلفية اليهودية الكاملة إلى الجزء السادس عشر من الدم اليهودي الذي تمت المطالبة به - مما أدى إلى تعقيد تعريف الجرم. نشر Freisler كتيبًا دعا إلى حظر الاتصال الجنسي «المختلط» في عام 193، بغض النظر عن «الدم الأجنبي» الذي تقام معه العلاقة، والذي واجه انتقادات عامة قوية، وفي ذلك الوقت، لم يكن هناك دعم له من هتلر. عارض رئيسه، فرانز غورتنر، كل من أسباب الدعم الشعبي والقضايا الإشكالية مثل الأشخاص الذين لا يعرفون أن لديهم دمًا يهوديًا، وأن مزاعم الدم اليهودي (صواب أو خطأ) يمكن استخدامها للابتزاز.

## قوانين نورمبرغ
في ألمانيا النازية، بعد إصدار قوانين نورمبرغ عام 1935، تم حظر العلاقات الجنسية والزواج بين الآريين وغير الآريين.  على الرغم من أن القوانين كانت في البداية ضد اليهود في المقام الأول، إلا أنها امتدت لاحقًا لتشمل الرومانيين والسود وذريتهم. تعرض الأشخاص المتهمون بالفساد العرقي للإهانة العلنية من خلال عرضهم في الشوارع مع لافتات حول أعناقهم يعلنون عن جريمتهم. وقد حُكم على المدانين بقضاء ففترة من الزمن في معسكر اعتقال. وبما أن القوانين ذاتها لم تسمح بعقوبة الإعدام بالنسبة لأولئك المتهمين بالتشهير العنصري، فقد تجاوز هذا الاختصاص واستدعى المحاكم الخاصة للسماح بعقوبة الإعدام في مثل هذه الحالات.
يعني مدى القانون أن الشرطة لم تكن كافية لمهمة اكتشاف المخالفات؛ تم دفع أكثر من ثلاثة أخماس جميع حالات الغيستابو بالإدانات. الألمان الذين تزاوجوا من اليهود وغيرهم من غير الآريين قبل قوانين نورمبرغ لم يُبطلوا عضوياتهم، لكن تم استهدافهم وتشجيعهم على الطلاق مع شركائهم الحاليين.
كما تم حظر اغتصاب النساء اليهوديات خلال الحرب العالمية الثانية، على الرغم من أنهم لم يفعلو سوى القليل لوقف الجنود الذين قتلوا زوجاتهم بعد ذلك لضمان السرية وعدم فضحهم. في القضية الوحيدة التي حوكم فيها جنود ألمان بتهمة الاغتصاب أثناء الحملة العسكرية في بولندا - وهي حالة اغتصاب جماعي ارتكبها ثلاثة جنود ضد عائلة كوفمان اليهودية في Busko-Zdrój – حكم القاضي الألماني على مذنب راسينتشاندي (تشويه عرقي) بدلاً من الاغتصاب.

## العمال الأجانب
بعد غزو بولندا في عام 1939، أحدثت التقارير النازية حول العلاقات الجنسية بين النساء البولنديات والجنود الألمان توجيهًا أصدرته الصحافة لإعلان أن الروابط بين البولنديين والألمان تسببت في انخفاض في الدم الألماني، وأن أي صلة مع البولنديين كان خطيرا. كان على الصحافة أن تصف البولنديين بنفس مستوى اليهود والغجر من أجل تثبيط الارتباط. أصدرت الحكومة الألمانية النازية في 8 مارس 1940 المراسيم البولندية بشأن عمال السخرة البولنديين في ألمانيا وذكرت أن أي قطب «له علاقات جنسية مع رجل أو امرأة ألمانية، أو يقترب منهم بأي طريقة أخرى غير لائقة، سوف يعاقب بالموت».
بعد أن بدأت الحرب في الشرق، تم تمديد قانون العرق من الناحية الفنية ليشمل جميع الأجانب (غير الألمان). أصدر هيملر مرسومًا في 7 ديسمبر 1942 ينص على أن أي «اتصال جنسي غير مصرح به» سيؤدي إلى عقوبة الإعدام. اضطهد الغيستابو العلاقات الجنسية بين الألمان وشعوب أوروبا الشرقية على أساس «الخطر على السلامة العرقية للأمة الألمانية». وصدر مرسوم آخر يدعو إلى تطبيق عقوبة الإعدام ليس فقط على عمال العبيد في الشرق الذين لهم علاقات جنسية مع الألمان ولكن أيضًا للعمال الرقيق من أصل غربي، مثل الجناة الفرنسيين أو البلجيكيين أو البريطانيين.
خلال الحرب، تعرضت أي امرأة ألمانية كانت لها علاقات جنسية مع عمال أجانب للإهانة العلنية من خلال السير في الشوارع وحلق رأسها ولافتة حول رقبتها توضح جريمتها.
يذكر روبرت جيلاتي في كتابه «الجستابو والجمعية الألمانية: إنفاذ السياسة العنصرية»، 1933-1945، حالات تم فيها معاقبة النساء الألمانيات اللائي انتهكن القوانين العنصرية النازية. 
 في أيلول / سبتمبر 1940، دورا فون كالبيتز، التي أدينت بعلاقات جنسية مع بولنديين، فحملت لافتة مكتوب فيها: «لقد كنت امرأة ألمانية مخزية حيث كنت أطلب العلاقات مع البولنديين.»  في مارس 1941، حلق رأسها امرأة ألمانية متزوجة كانت لها علاقة مع أسير حرب فرنسي وقامت بمسيرة عبر بلدة برامبرغ في فرانكونيا السفلى وهي تحمل لافتة تقول «لقد لطخت شرف المرأة الألمانية.» 

## دعاية
انتشرت الحاجة إلى النظافة العرقية على نطاق واسع في الدعاية النازية. تم إملاء المتحدثين النازيين على أن العديد من الألمان لم «يدركوا ما هو على المحك»، مستشهدين بلقب الصحيفة الذي دعا إلى قرار معاقبة مقيمي العلاقات الجنسية بين الألمان واليهود «قرار غريب». حتى الدعاية الأجنبية حثت على أهمية منعها بعقوبات.

### في المدارس
حافظ على دمك نقيًا،

ليس لك وحدك،

إنه يأتي من بعيد،

يتدفق من مسافات

محملة بآلاف الأجداد،

ويحمل المستقبل بأكمله!

إنها حياتك الأبدية.
 بدأ التنفيذ في المدارس بسرعة كبيرة بحيث لم يتمكن من كتب وطباعة الكتب لمواكبة هذا التعديل في المناهج؛ رأت الوزارة أنه لا ينبغي أن يتخرج أي طالب «إلا إذا كان قد أدرك أن مستقبل فولك يعتمد على العرق والميراث وفهم الالتزام الذي يفرضه عليه هذا»، وحث على ذلك لتدريس دورات المعلمين باستخدام مواد مميتوغرافيا وكتب منتجة بسعر رخيص. تم إعطاء الطلاب قصائد عنصرية لحفظها (يمين).
بحلول منتصف الثلاثينيات من القرن العشرين، تم إنتاج مواد أكثر جوهرية، بما في ذلك العديد من المنشورات مثل «هل تستطيع أن تفكر بطريقة عنصرية؟» . التعليم المسيحي الوطني الألماني، كتيب يستخدم على نطاق واسع في المدارس، وشملت أسئلته على:

## جمل
وفقًا لمقال نشر في دير شبيجل، اتهم النازيون 1,580 شخصًا في هامبورغ وحدها بين عامي 1936 و1943 بتهمة الهرب العرقي مع إدانة 429 منهم.
كانت العقوبة على هتك العرض العرقي للرجال بمثابة عقوبة أو السجن. تم استبعاد النساء (بفضول) من التشريع الجنائي (قال البعض، بسبب الإيديولوجية التي قدمت لهن على أنهن مغريات بدلاً من الجناة النشطات؛ وقال البعض ببساطة لأن شهادتهم كانت مطلوبة والشاهد ليس بحاجة إلى تقديم أدلة ضد نفسه)؛ ومع ذلك، يمكن محاكمتهم بتهمة الحنث باليمين أو جرائم مماثلة إذا حاولوا حماية عشيقهم (المزعومة أو الفعلية)، أو في جميع الحالات التي يتم إرسالها إلى معسكر اعتقال (لم يكن جزءًا من النظام القضائي، ولكنه ارتكب من قبل الغستابو دون أي مراقبة قانونية). عندما سأل هيملر هتلر عن العقوبة التي يجب أن تكون للمرأة المذنبة بتهمة تلويث العرق، قال هتلر «شعرها مقطوع ويتم إرساله إلى معسكر اعتقال». واصل يوليوس سترايشر وآخرون المطالبة بعقوبة الإعدام، التي صدرت بالفعل في بعض الحالات، باستخدام قوانين لعقوبة مشددة في حالة استخدام «زمن الحرب» لارتكاب «الجريمة» (التي ذُكر أن ليو كاتزنبيرغر قُتل فيها)، إذا كان «جنائية خطيرة»، وما شابه ذلك. لتبرير أحكام الإعدام والمراسيم مع عناصر واسعة من الواقع مثل «Verordnung gegen Volksschädling الإلكترونية»، التي دخلت حيز التنفيذ في 7 سبتمبر 1939،  واستخدمت أيضا.